# Hipólito Mejía
Rafael Hipólito Mejía Domínguez (Gurabo, Provincia de Santiago; 22 de febrero de 1941) es un político y empresario dominicano. Fue el 64.º presidente de la República Dominicana desde el 16 de agosto del 2000 hasta el 16 de agosto de 2004. Antes de su presidencia, se desempeñó como Secretario de Agricultura en el gobierno de Antonio Guzmán (1978-1982).
Nacido y criado en la comunidad de Gurabo, Santiago de los Caballeros, Mejía obtuvo su título de bachiller en el Instituto Politécnico Loyola. En 1964 obtuvo su título en ingeniería agrónoma y se especializó después en procesamiento agroindustrial del tabaco en la Universidad Estatal de Carolina del Norte. A temprana edad se afilió al Partido Revolucionario Dominicano (PRD). En 1965, se desempeñó el cargo de Director del Instituto Nacional del Tabaco, con rango de subsecretario de Estado durante el gobierno de Héctor García Godoy. En 1971 fue presidente de la Asociación Nacional de Profesionales Agrícolas (ANPA) y en 1973 fue nombrado presidente de la Asociación Nacional de Profesionales Agrícolas.
Posteriormente, fue designando como Secretario de Agricultura durante el periodo de Gobierno de Antonio Guzmán (1978-82). En la década de los 80 se dedicó a la consultoría de empresas multinacionales y administración de empresas familiares. En 1982, fue candidato a la senaduría de la provincia Santiago. En las Elecciones generales de la República Dominicana de 1990 fue candidato a la vicepresidencia junto a José Francisco Peña Gómez. En 1999, gana las elecciones primarias de su partido PRD y resultó electo en las Elecciones presidenciales de la República Dominicana de 2000 con un 49.87% del sufragio y junto a Milagros Ortiz Busch como Vicepresidencia, siendo la primera mujer electa para el cargo.
La primera mitad de su gobierno fue caracterizado por la construcción de obras repartidas en la geografía nacional, incluyendo la infraestructura de los Juegos Panamericanos de 2003 en Santo Domingo, mantener la estabilidad macroeconómica pese a la recesión internacional, la caída del turismo, las zonas francas y el alto costo del petróleo producto a un shock externo que en consecuencia llevaron al país a un fuerte endeudamiento internacional.
Además de la aprobación de leyes importantes tales como el Código Monetario y Financiero, la ley de lavado de activos y mercado de Valores como también la creación del Ministerio de Medio Ambiente y de la Mujer. Otros logros son la creación del Sistema Nacional de Seguridad Social, una reforma fiscal que aumentó los ingresos y la aprobación de los códigos de Educación y Salud junto a los efectos de una mejor distribución de la inversión pública se reflejó en el éxito electoral en las elecciones palamentarias y municipales del 2002.Asimismo, en 2003 el gobierno dio su apoyo a George Bush en la guerra de Irak, mediante el envío de tropas para participar en una misión humanitaria, si bien ordenó su retirada en abril del año siguiente
Durante la segunda mitad de su gobierno, el país fue afectado por una crisis financiera, destacándose principalmente por el fraude del banco Baninter, lo que generó una fuga de capitales y un deterioro progresivo de los indicadores económicos y sociales del país que trajo como consecuencia altas tasas de inflación, devaluación de la moneda, lo que a su vez provocó un aumento de la pobreza local a partir de 2003.La persistencia en el aumento del gasto corriente y el deterioro del sistema energético pusieron fin a una década de crecimiento económico sostenido.
Además, el aumento percepción generalizada de corrupción, acusaciones de nepotismo y complicidad de las autoridades en el fraude bancario, deterioro institucional junto a dos paros laborales generales en protesta al alto costo de la vida causaron una disminución sustancial en los índices de aprobación y popularidad. En las elecciones presidenciales de 2004, se postuló para un segundo mandato consecutivo como candidato del Partido Revolucionario Dominicano, habilitado por la reforma constitucional de 2002 promovido por la fracción PPH (Proyecto Presidencial Hipólito). La campaña estuvo marcada por la alta tensión social, pugnas internas dentro del partido, protestas por el alto costo de la vida y desabastecimiento de los servicios básicos. Mejía fue derrotado por el expresidente opositor Leonel Fernández del Partido de la Liberación Dominicana, terminando en un segundo lugar con un 34%.
Habilitado por otra posterior reforma constitucional en 2009, Mejía presenta una nueva candidatura por la presidencia del país en las elecciones presidenciales de 2012, enfrentando nuevamente a su rival del año 2000, Danilo Medina del Partido de la Liberación Dominicana, quien es electo en esta ocasión. En el 2014, fue expulsado de su partido PRD y se convirtió en miembro fundador del Partido Revolucionario Moderno. En el 2015 y 2019 fue precandidato a la presidencia por el mismo partido, siendo derrotado por Luis Abinader.

## Familia y primeros años
Mejía nació el 22 de febrero de 1941, en el Hospital José María Cabral y Báez de Santiago de los Caballeros. Sus progenitores fueron Hipólito de Jesús "Polín" Mejía Díaz y María Josefa "Marina" Domínguez Viñals, ambos oriundos de La Chichigua en Gurabo, lugar donde fue criado. En su ciudad natal se le conocía como "Cabuyita", diminutivo de cabuya, debido a su rubio y lacio cabello que poseía durante su juventud.
A pesar de haber nacido en el Cibao al igual que su padre, los Mejía eran originarios de Baní. Allí eran prominentes "rancheros blancos" de posición acomodada, vinculadas a la pequeña aristocracia colonial de origen español desde el siglo XVI. La endogamia era la costumbre en esas pequeñas comunidades, por lo que casi todas las generaciones de Mejías se casaban con parientes, lo que significa que el linaje de Hipólito Mejía incluye varios matrimonios entre primos. El propio presidente también estuvo casado con una prima hasta su muerte en 2022.
Los Domínguez y los Díaz son oriundos de Gurabo, siendo de origen canario colonial. Estas familias eran tradicionalmente agricultores y comerciantes.
A través de sus antepasados Báez, Villar y Soto, el presidente Mejía está relacionado lejanamente por muchas líneas con el presidente Danilo Medina, a través del abuelo paterno de este, José María Medina Báez, quien, al igual que el abuelo paterno de Mejía, también era de Baní. Tres de todo los abuelos de Medina Báez se apellidaban Báez. Sus antepasados compartidos incluyen a Lorenzo Báez de Cuéllar-Albornoz (siete veces primos séptimos a través de él), Pedro del Villar María (cuatro veces primos séptimos a través de él), María de la Cruz de Arambule Maldonado (cuatro veces primos sextos a través de ella), Esteban Peguero Gómez (siete veces primos novenos por su parte), y Antonio de Soto y Hernández de Andújar.
Por parte de su madre, María Josefa, el presidente Mejia era nieto de Altagracia Domínguez Viñals, nacida en la provincia española de Lérida y Pablo Nuñez, nacido en Gurabo.
Mejía recibió su diploma del Instituto Politécnico Loyola en San Cristóbal, graduándose en 1962. Dos años después, asistió a programas especiales en la Universidad Estatal de Carolina del Norte en los Estados Unidos. El 4 de julio de 1964 se casó con Rosa Gómez Arias. Tuvieron cuatro hijos, entre ellos, Carolina Mejía de Garrigó, candidata a la vicepresidencia en 2016.

## Carrera política

### Inicios
En 1965 a la edad de veinticuatro años, fue nombrado director del Instituto Nacional del Tabaco, con rango de subsecretario de Estado.
Entre 1967 y 1978 trabajó en el sector privado, primero para la empresa estadounidense de fertilizantes Rohm and Haas y posteriormente para Industrias Linda. En 1971 fue presidente de la Asociación Nacional de Profesionales Agrícolas (ANPA).
En 1978, fue nombrado ministro de Agricultura durante el gobierno del presidente Antonio Guzmán Fernández. Durante este período, se crearon programas de leyes para la agroindustria y se aprobaron incentivos para promover el desarrollo de la agricultura rural y su tecnificación. Además debió enfrentar las consecuencias del Huracán David, de la tormenta tropical Federico y la peste porcina africana. También la organización de cooperativas tabacaleras y trabajó en la mejora de variedades autóctonas del tabaco y se introdujo la variedad de tabaco rubio en la producción industrial de cigarrillos.
En 1982, Mejía aspira a su primera posición electiva, la de senador por su natal provincia de Santiago pero no resulta elegido. Continuó sus labores en empresas privadas, pero se mantuvo participando en política como vicepresidente del Partido Revolucionario Dominicano. Fue integrante de la corriente interna llamada Bloque Institucional que encabezaba el líder perredeísta José Francisco Peña Gómez a quien acompañó como candidato vicepresidencial en 1990 con el PRD dividido por la creación del Partido Revolucionario Independiente que encabezaba el expresidente Jacobo Majluta y quedando en un tercer lugar con un 23 % de los votos, después de Joaquín Balaguer (35 %) y Juan Bosch (33,8 %).
En 1987
, ganó las elecciones primarias del Partido Revolucionario Dominicano con más del 74,3 % de los votos, frente a Fello Suberví (13,8 %), Milagros Ortiz (5,8 %), Hatuey De Camps (4,8 %) y José Rafael Abinader (1,3 %).

### Elecciones presidenciales del 2000
La campaña de Mejía se basó en apelar al sentimiento humilde y patriótico, sobre todo del campesino dominicano. En una atmósfera donde el gobierno del Partido de la Liberación Dominicana (saliente) era calificado de "come solo" y corrupto por sus detractores y aprovechando la coyuntura, Mejía junto a su candidata a la vicepresidencia Milagros Ortiz Bosch convencieron al electorado mediante un programa para mejorar la salud, educación, servicios sociales y aumento de la seguridad ciudadana, derrotaron a sus contrincantes con un 49,87 % de los votos. Sus principales oponentes fueron Danilo Medina (Partido de la Liberación Dominicana) y Joaquín Balaguer (Partido Reformista Social Cristiano), quienes obtuvieron el 24,94 % y el 24,65 % de los votos, respectivamente.
De acuerdo con las leyes dominicanas, era necesaria una segunda vuelta entre Mejía y Medina, ya que no se había alcanzado el 50 % más uno (las actuales reglas electorales dominicanas requieren un "50 más 1" de los votos para ganar); sin embargo, Medina se retiró de la contienda electoral de acuerdo a sus declaraciones en una rueda de prensa "para preservar la paz y tranquilidad en el país". Además se indicó que uno de los factores que influenciaron su decisión fue que Balaguer descartó su apoyo en una segunda vuelta y reconoció el triunfo de Mejía.
Mejía asumió el cargo oficialmente el 16 de agosto de 2000.

## Mandato presidencial (2000-2004)

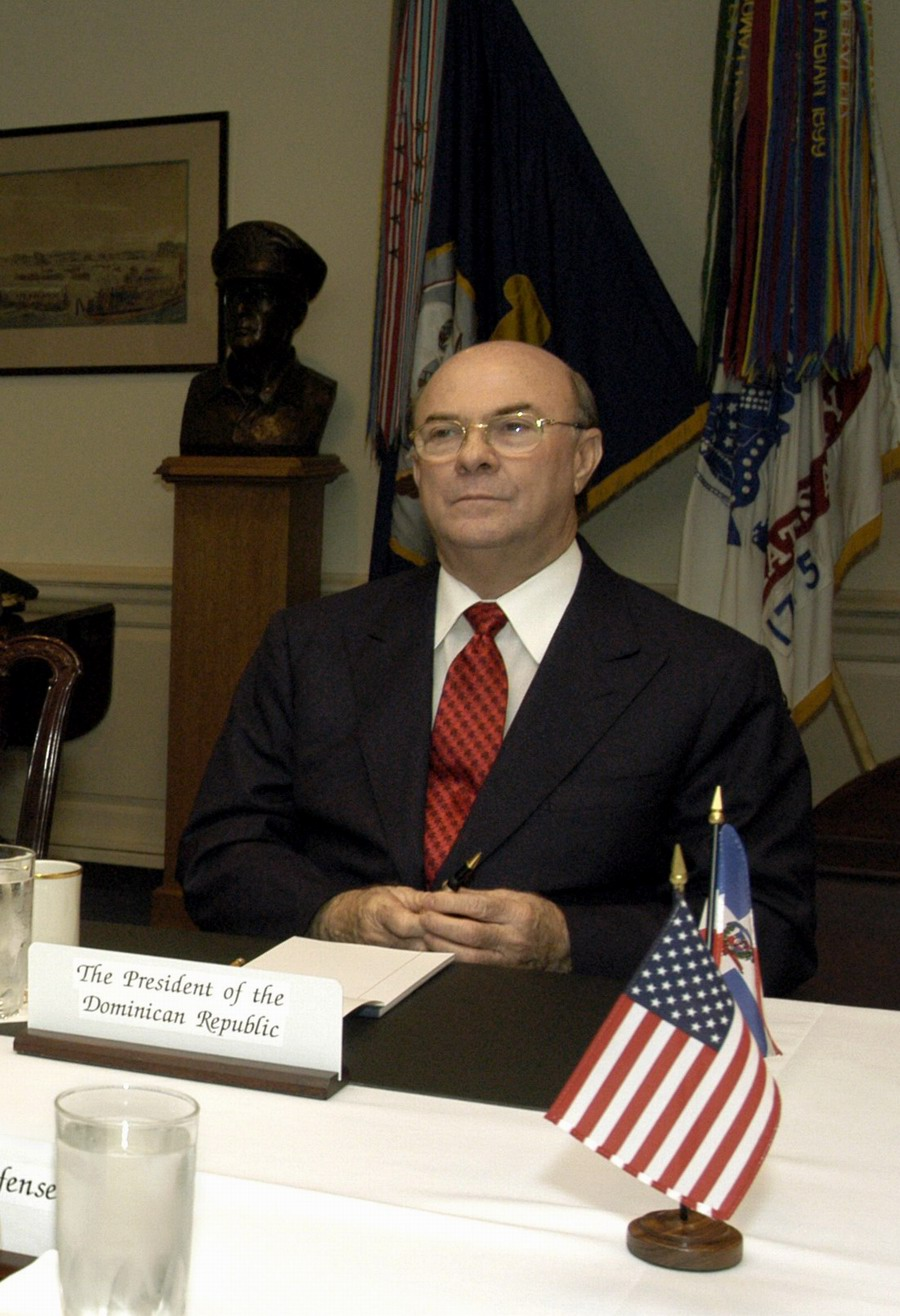
Mejía en una reunión con el Secretario de Defensa de los Estados Unidos Donald H. Rumsfeld en el Pentágono.

En su mandato Mejía apoyó muchos sectores populares como la seguridad social, ayudando a las pequeñas empresas, la agricultura, mejorar en la educación y en ayuda para la asignación de viviendas. Mejía recibió un apoyo considerable de la población durante los dos primeros años de su mandato, lo que causó que su partido a ganara las elecciones congresionales y municipales tomando prácticamente el control del Senado con 29 de los 32 senadores.
El endeudamiento externo fue moderado, sin embargo ampliamente criticado a partir del 2002 cuando el país recibió 1000 millones de dólares por concepto de bonos soberanos emitidos en septiembre de 2001.
Durante este primer periodo de su mandato, la macroeconomía se mantuvo estable, lo que conllevó a su vez a una estabilidad de la tasa de cambio. Durante su gobierno fueron aprobados varios proyectos de ley, tales como, la ley de seguridad social, el código monetario y financiero, la ley de lavado de activos, entre otros. También se celebraron los Juegos Panamericanos de 2003.
Mejía trató de distribuir los recursos y servicios gubernamentales a miles de pequeñas comunidades rurales dispersas en todo el país en vez de concentrarse en las grandes ciudades. Estableció en el país el primer tipo de seguridad social del sistema de jubilación, y creó un impuesto fijo de 1,5 % para ayudar a la recaudación del gobierno. En su periodo de gobierno hubo un incremento de los viajes ilegales a Puerto Rico, debido a la inflación que produjo la quiebra de bancos.
En las elecciones presidenciales del año 2004 se presentó a la reelección para un segundo mandato, siendo derrotado por el candidato opositor del Partido de la Liberación Dominicana Leonel Fernández.

### Envío de soldados dominicanos a Irak

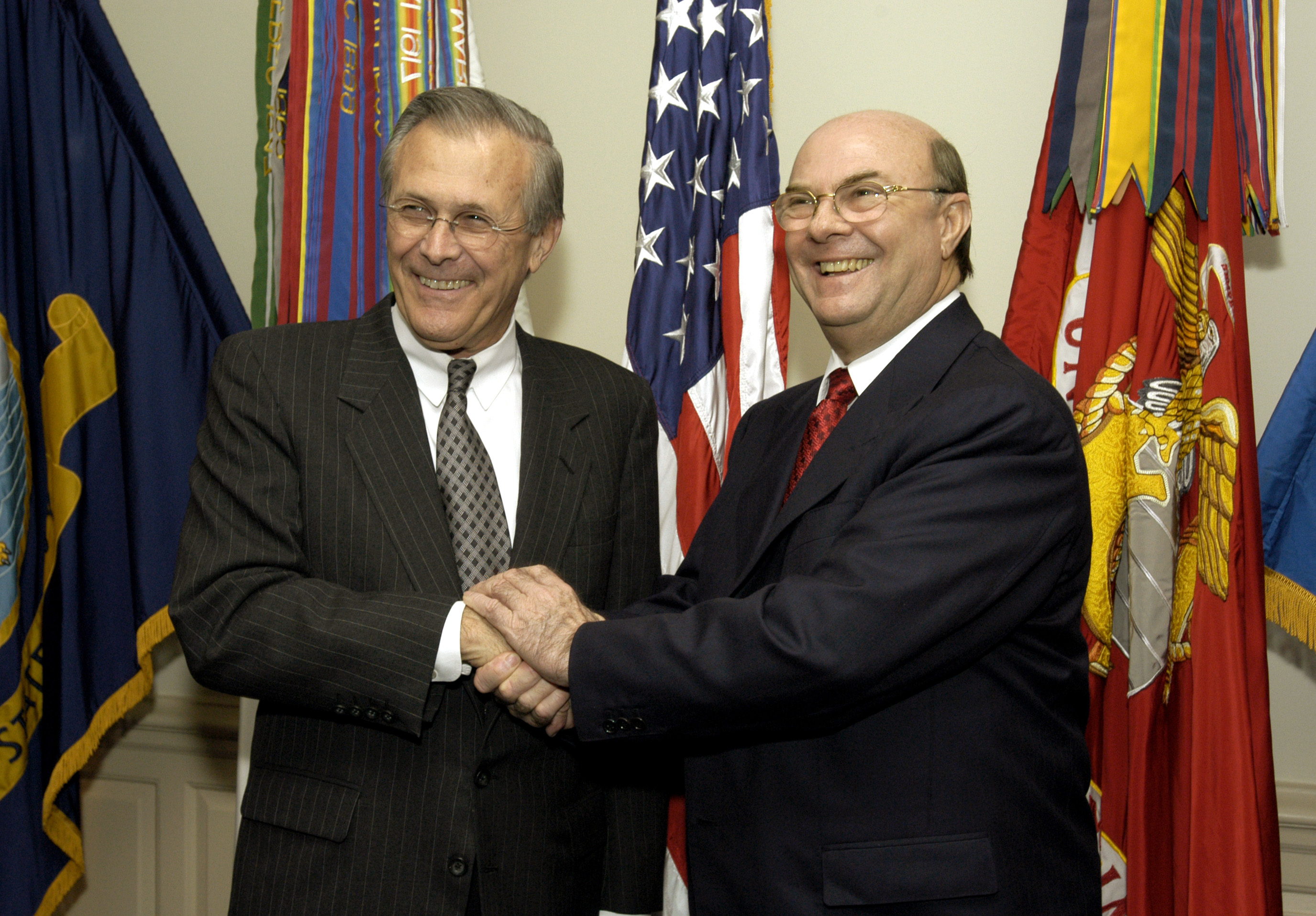
Hipólito Mejía con Donald Rumsfeld

En 2003 Mejía decidió aceptar la solicitud del gobierno de los Estados Unidos para que soldados dominicanos participaran conjuntamente con las fuerzas de la coalición en los campos de batalla de la Operación Libertad Iraquí en Diwaniya, al sur de Irak. Los soldados dominicanos conformaron la denominada "Fuerza de Tarea Quisqueya", compuesta por aproximadamente 600 hombres que partieron a Irak y realizaron dos rondas de servicio en dos grupos de 300 en las provincias de Al Qadisiya y Náyaf.
La tropa dominicana no presentó ninguna baja durante su estancia en Irak y estuvo bajo mando español.

### Crisis bancaria y repercusiones económicas
Durante el mandato de Mejía, el segundo banco privado comercial más grande del país, Baninter, quebró debido a la malversación de fondos de sus propietarios y ejecutivos, y la complicidad política que hubo en el largo tiempo que duró el fraude desde el año 1995.
A pesar de la estabilidad macroeconómica que se verificó durante los dos primeros años de su gobierno, el descubrimiento del fraude bancario, el más grande de la historia moderna de la banca dominicana, aunado a factores sociológicos y especulativos dieron al traste con la estabilidad de la tasa de cambio la cual se elevó en aproximadamente un 150%, aumentando de RD$18 por US$1, a cerca de RD$50 por US$1 en 2004.
Entre 2003 y 2004,  debido a la magnitud de la crisis cuyo costo superaba el presupuesto de la nación, así como la posibilidad del contagio a toda la banca, se creó un efecto dominó que conllevó el aumento de los productos de primera necesidad, incluidos los derivados del petróleo. Los efectos de la crisis económica mundial se agudizaron más por la quiebra de tres entidades bancarias cuyos ahorrantes fueron protegidos por el gobierno quien financió esta situación que como efecto colateral, trajo inflación. El sabotaje bancario fue de aproximadamente 800 mil ahorrantes por parte del gobierno. Algunos sectores cuestionaron dicho salvataje aduciendo que no se hizo apegado a la ley monetaria la cual establecía un tope de medio millón de pesos dominicanos por ahorrante para el salvataje lo cual no fue observado. Esto provocó una fuerte crisis económica acompañada de salida de capitales, inestabilidad que llevó a la quiebra muchas empresas. Algunos defensores de Mejía aseguran que estas medidas, por igual, evitaron que la República Dominicana afrontara la situación que vivió Argentina hacia el año 2001, tras el congelamiento de los depósitos bancarios.
Durante su administración se sometió a la justicia a los dueños de los bancos quebrados, siendo éstos condenados por los tribunales del país. También se sometieron al Congreso de la República y fueron aprobadas durante su mandato leyes endureciendo la supervisión bancaria y estableciendo la responsabilidad del salvataje bancario sobre los accionistas de las entidades financieras cosas no contempladas en la ley hasta el momento de ocurrir los fraudes.

### Supuesta conspiración contra Chávez
En 2003 el presidente de Venezuela, Hugo Chávez denunció una supuesta conspiración en su contra por parte de funcionarios del gobierno de Mejía y del expresidente venezolano Carlos Andrés Pérez quien residía en ese momento en la República Dominicana. A causa de esto, en septiembre del mismo año el gobierno de Chávez suspendió la exportación de petróleo a la República Dominicana.
Al ser entrevistado por el periodista Jorge Ramos y preguntarle al respecto Mejía negó las acusaciones y respondió jocosamente: "Si él sabe que lo van a matar, lo que tiene es que no venir.". La información fue desmentida por el Secretario de Relaciones Exteriores Francisco Guerrero Prats. y por el expresidente Leonel Fernández en conversación con funcionarios de la Embajada norteamericana filtradas por WikiLeaks.

### Conspiración contra Jean-Bertrand Aristide
A fines de marzo de 2004, en Santo Domingo se publican los resultados preliminares de una comisión investigadora sobre Haití dirigida por el exfiscal general de Estados Unidos, Ramsey Clark. Allí se revela que "los gobiernos de Estados Unidos y de República Dominicana habrían participado en el suministro de armas y en el entrenamiento en ese país de los ‘rebeldes' haitianos". La comisión comprobó que 200 soldados de las fuerzas especiales estadounidenses habían sido enviados a República Dominicana para participar en ejercicios militares en febrero de 2003. Esos ejercicios, que contaron con la autorización del entonces presidente Hipólito Mejía, se realizaron "cerca de la frontera, precisamente en una zona desde la cual los ex militares haitianos lanzaban regularmente ataques contra las instalaciones del Estado haitiano".

### Modificación de la Constitución
Siendo presidente del país y con su partido político como mayoría en el congreso, se reformuló la Constitución de la República Dominicana para reintroducir la reelección presidencial con el modelo americano de dos periodos únicos. La reelección consecutiva había sido abolida en la reforma constitucional de 1994 para dar paso a la intermitente con un período de por medio. Dado el lenguaje usado en el texto, se interpretó que esta solo permitía reelección y "nunca jamás", lo cual aparentemente había puesto fin a la carrera de Mejía post 2004 al no ser reelecto. Pero una posterior reforma en el gobierno de Leonel Fernández volvió al texto de 1994 de reelección intermitente, permitiéndole a Hipólito presentar candidaturas futuras.

### Primarias del PRD y posterior división

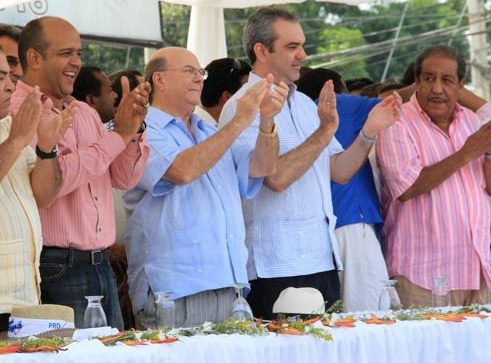
Tavito Suberví, Hipólito Mejía, Luis Abinader y Fello Suberví en Barahona

Esta reforma le ocasionó problemas al interno de su partido provocando una división dentro de sus principales dirigentes, especialmente con Hatuey De Camps con quien mantuvo serias disputas políticas a tal punto que este último abandonó el partido, y creó el suyo. En las elecciones primarias del Partido Revolucionario Dominicano en 2004 un grupo disidentes del partido se unió para irse en su contra. El denominado Grupo de los siete tenía como objetivo evitar la reelección de Mejía como candidato a la presidencia de 2004. impulsada por la facción llamada PPH (Proyecto Presidencial Hipólito). Durante la pugna interna, encuestas situaban a Fello Suberví como el principal precandidato presidencial del partido ajeno al PPH, pero terminó llegando a un acuerdo político con Mejía y aceptó ser su compañero de boleta para las elecciones presidenciales. Demás integrantes del grupo de los siete como Milagros Ortiz Bosch también apoyaron la candidatura con la excepción de De Camps.

### Candidatura a la presidencia 2012
Inmediatamente Mejía manifestó su intención de aspirar a la presidencia del país por tercera ocasión, encontrándose en una lucha interna y cuestionamientos por la nominación de la candidatura del Partido Revolucionario Dominicano (PRD) con otros dirigentes de esa organización política, incluyendo su actual presidente Miguel Vargas Maldonado.
El 6 de junio de 2010, Mejía hizo oficial su candidatura para las elecciones presidenciales de 2012.
En una convención del PRD celebrada el 6 de marzo de 2011, Mejía resultó vencedor con 494 100 votos (53.30 %) sobre 432 972 (46.70 %) de su copartidario y presidente del partido Miguel Vargas, convirtiéndose así en el candidato para la presidencia de la República Dominicana en 2012. Mejía escogió a Luis Abinader Corona como su compañero de fórmula para la vicepresidencia de la República.
A pesar de iniciar como puntero en las encuestas, su candidatura a la presidencia quedó en un segundo lugar frente a su contrincante del Partido de la Liberación Dominicana Danilo Medina. El PRD y aliados con Mejía a la cabeza alcanzó 2 129 991 votos para un 46.95 %.

## Vida personal
Mejía estuvo casado con Rosa Gómez Arias desde el 4 de julio de 1964, de la que enviudó el 21 de marzo de 2022. La pareja tuvo cuatro hijos: Carolina, Lissa, Felipe y Ramón Hipólito.
Mejía es un próspero empresario de la República Dominicana, en el sector de agri-negocios como son la distribución de semillas de alta calidad genética, agroquímicos y tecnologías aplicadas a la agricultura.

### Personalidad
Mejía representa al hombre rural, pero con nivel académico. Su personalidad campechana fue un notable contraste con la que tradicionalmente los dominicanos habían visto en sus jefe de Estado. Mejía se define a sí mismo como una persona sin pelos en la lengua que dice lo que piensa, lo cual es aplaudido por algunos mientras otros interpretan esa actitud como inadecuada para la imagen de un presidente.
En su tiempo, Mejía obtuvo tanto muy altos como luego muy bajos índices de aprobación previo y posterior a la crisis financiera respectivamente. La primera campaña presidencial de Mejía en el 2000 la ganó bajo la nueva regla electoral que requiere un "50 más 1" (50 por ciento más uno del total de votos para ganar en la primera vuelta).
A lo largo de su periodo presidencial, Mejía tuvo diferencias con periodistas dominicanos por su forma de expresarse. Mediante una entrevista realizada a Mejía por el periodista Jorge Ramos en noviembre de 2003, Mejía se defendió diciendo que las personas no comprendían su manera de ser, que él era "claro y no se andaba con rodeos". Ramos le hizo varias preguntas con respecto a la relación de este (Mejía) con sus opositores políticos y con los periodistas, donde le preguntó: ¿Usted dice que sus opositores son babosos y dinosaurios. Y que los periodistas son talibanes?, a lo que Mejía respondió: "A los que hablan baba hay que decirles baboso, yo creo que esa es la palabra gramatical que se ajusta en ese caso".
Mejía popularizó en su campaña electoral de 2004 entre otras muchas, las frases "El perro de Mamá Belica", "Lo voy agarra por el pichirrí" y  "Pinocho que es un niño de verdad". Sus frases son conocidas a nivel popular como "hipolitadas".
Sus seguidores se refieren a él como "Papá", y en sus últimas campañas políticas es muy común la exclamación "Llegó papá".

## Reconocimientos

### Doctorhonoris causa
Cuenta con doctorados Honoris Causa por las siguientes universidades:

Escudo de Rafael Hipólito Mejía Domínguez como Collar de Caballero de la Orden de Isabel la Católica, atribuido por España.

| País                 | Universidad                                                 |
| -------------------- | ----------------------------------------------------------- |
| República Dominicana | Universidad Autónoma de Santo Domingo                       |
| República Dominicana | Universidad Nacional Pedro Henríquez Ureña                  |
| República Dominicana | Universidad Tecnológica de Santiago                         |
| República Dominicana | Universidad Tecnológica del Sur                             |
| República Dominicana | Universidad Organización y Método                           |
| República Dominicana | Academia Militar Batalla de Las Carreras                    |
| Venezuela            | Instituto Universitario Tecnológico Rodolfo Loero Arismendi |
| Estados Unidos       | Universidad de Carolina del Norte                           |
| Estados Unidos       | Mercy College                                               |
| Francia              | Instituto de Altos Estudios                                 |
| España               | Universidad de Alcalá                                       |
| Japón                | Universidad Soka                                            |
| Japón                | Universidad Kansai Gadai                                    |

### Condecoraciones
Hipólito Mejía ha obtenido un gran número de condecoraciones y reconocimientos, entre los cuales se encuentran:
| País                       | Condecoración                                                                    |
| -------------------------- | -------------------------------------------------------------------------------- |
| Costa Rica                 | Orden Juan Mora Fernández en el Grado de Gran Cruz Placa de Oro                  |
| España                     | Collar de la Orden Isabel la Católica                                            |
| Venezuela                  | Collar de la Orden del Libertador                                                |
| Chile                      | Collar de la Orden al Mérito de Chile                                            |
| Honduras                   | Orden de Francisco Morazán (en el Grado de Gran Cruz Placa de Oro)               |
| República de China         | Orden de Jade Brillante con Gran Cordón                                          |
| Uruguay                    | Medalla de la República Oriental de Uruguay Grado de “Gran Cordón”               |
| Argentina                  | Collar con Gran Cruz de la Orden del Libertador San Martín                       |
| Nicaragua                  | Orden General José Dolores Estrada. Batalla de San Jacinto en el Grado de Collar |
| Nicaragua                  | Orden de Rubén Darío en el grado de Gran Cruz                                    |
| Nicaragua                  | Collar Olímpico Panamericano                                                     |
| Ecuador                    | Orden Nacional al Mérito en el Grado de Gran Collar                              |
| Ecuador                    | Congreso Nacional del Ecuador                                                    |
| Ecuador                    | Orden Nacional de San Lorenzo Gran Cruz                                          |
| Marruecos                  | Gran Collar de la Orden de Mohamadí                                              |
| Ucrania                    | Gran Collar de la Orden Yaroslaw El Sabio                                        |
| Parlamento Centroamericano | Orden Francisco Morazán                                                          |
| Guatemala                  | Orden del Quetzal en el Grado de Gran Collar                                     |
| Puerto Rico                | Gran Medalla Extraordinaria                                                      |